# Sauris victoriae
Sauris victoriae là một loài bướm đêm trong họ Geometridae.